# Bever
Bever (do roku 1943 Bevers, italsky Bevero) je obec ve švýcarském kantonu Graubünden, okresu Maloja. Nachází se v údolí Engadin, asi 6 kilometrů severovýchodně od Svatého Mořice v nadmořské výšce 1708 metrů. Žije zde 616 obyvatel.

## Geografie
Obec leží na úpatí 2951 metrů vysoké hory Crasta Mora. Na jihu a východě protéká obcí řeka Inn a na západě řeka Beverin. Nejvyšší bod obce se nachází na Piz Calderas ve výšce 3397 m n. m.; nejnižší bod je u hostince na hranici s La Punt Chamues-ch ve výšce 1688 m n. m. K Beveru patří osada Spinas ve Val Bever a statek Isellas severovýchodně od obce.
Území obce je rozděleno na dvě části. Na jedné straně se nachází centrální oblast Beveru, zasahující až za Spinas, a na druhé téměř stejně velká exkláva v zadní části údolí Val Bever. Důvody této neobvyklé hranice jsou popsány níže.

## Historie

Letecký pohled (1964)

Západně od Beveru mezi Beverem a Spinasem v oblasti zvané Curtins byl v roce 1914 nalezen srp z pozdní doby bronzové, datovaný do období kolem roku 1300 až 1000 př. n. l.. Zůstává nejasné, zda má tento nález něco společného s osídlením, nebo zda se předmět ztratil při přepravě. První doložená zmínka o kapli pochází z Bever dadains.
Bever je poprvé doložen ve vrcholném středověku, nejstarší listina v obecním archivu Beveru pochází z roku 1327. Jménem celé vesnice pronajali tři sousedé Beveru několik luk jistému Jakobu de Andreae.
Před rokem 1510 patřila třetina údolí (Spinas až Bever) občanům Zuozu a Beversu. Pozemky v zadní části údolí vlastnil také biskup z Churu a duchovní rodina z Planty. Tolerovali, že zemědělci z Beveru a dalších sousedních obcí vyháněli svá zvířata do Alp. V roce 1528 se oblast dostala do majetku pánů Petra Traverse a Jakoba Schukana, kteří už nebyli tak vstřícní. Dotčené obce byly ve svém pokusu donutit Traverse a Schukana k prodeji poraženy. Jako kompenzaci za ztracenou alpskou oblast koupil Samedan pozemky v Silvaplaně a ve Val Chamüera a Bever zakoupil oblasti v okolí S-chanfu. To vyvolalo nelibost dotčených obcí a dalo podnět k dlouho odkládané smlouvě o rozdělení Horního Engadinu z roku 1538. Val Bever byl přidělen společně Samedanu a Beveru, ale již v roce 1540 došlo k dalšímu sporu o hranice. Hranice určil notář a soudce Jachiam Tütschett Bifrun. Spor mezi Samedanem a Beverem však nadále nebyl zcela vyřešen. V roce 1546 se diskutující rozhodli údolí definitivně rozdělit, což se dnes jeví jako nelogické. Horní část údolí až k Alp Valu a dolní část nad Spinasem po soutok s Innem tak patří obci Bever, avšak úsek mezi nimi v délce asi 5,5 kilometru patří obci Samedan.

## Obyvatelstvo

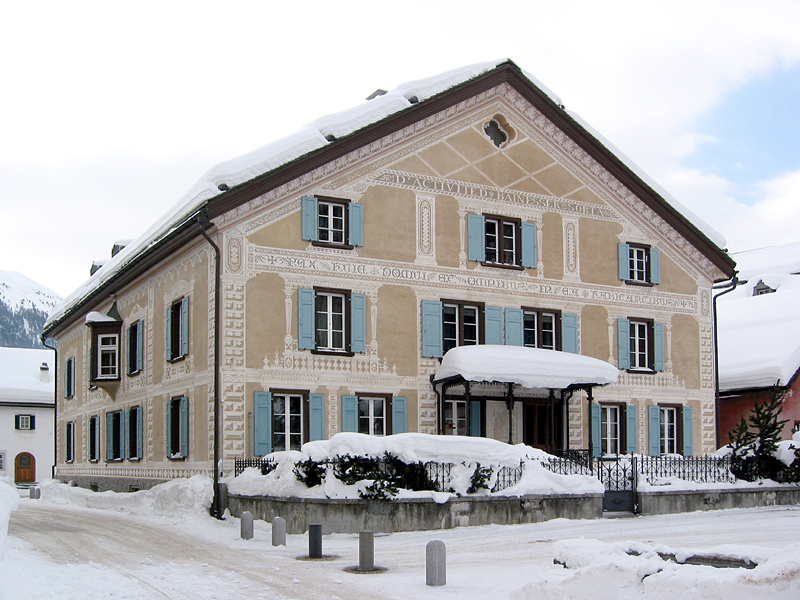
Tradiční architektura Beveru

| Vývoj počtu obyvatel | Vývoj počtu obyvatel | Vývoj počtu obyvatel | Vývoj počtu obyvatel | Vývoj počtu obyvatel | Vývoj počtu obyvatel | Vývoj počtu obyvatel | Vývoj počtu obyvatel | Vývoj počtu obyvatel | Vývoj počtu obyvatel | Vývoj počtu obyvatel | Vývoj počtu obyvatel | Vývoj počtu obyvatel | Vývoj počtu obyvatel |
| -------------------- | -------------------- | -------------------- | -------------------- | -------------------- | -------------------- | -------------------- | -------------------- | -------------------- | -------------------- | -------------------- | -------------------- | -------------------- | -------------------- |
| Rok                  | 1850                 | 1888                 | 1900                 | 1950                 | 1980                 | 1990                 | 2000                 | 2006                 | 2010                 | 2012                 | 2014                 | 2016                 | 2017                 |
| Počet obyvatel       | 181                  | 151                  | 407                  | 227                  | 432                  | 496                  | 631                  | 704                  | 660                  | 636                  | 620                  | 616                  | 598                  |

### Jazyky
Bever je jednou z jazykově smíšených obcí kantonu Graubünden. Až do poloviny 19. století mluvili všichni obyvatelé jazykem putér, hornoengadinským dialektem rétorománštiny. Kvůli cestovnímu ruchu se podíl rétorománštiny brzy snížil. V roce 1880 mluvilo rétorománsky 81 % obyvatel, v roce 1910 to bylo již jen 59 %. V roce 1941 tento podíl naposledy překročil 50 % (50,4 %).
Po druhé světové válce se převažující jazyk změnil na němčinu. V 90. letech 20. století došlo k dramatickému poklesu rétorománštiny v důsledku silné imigrace německy mluvících obyvatel. Úředním jazykem obce je tak dnes němčina. V roce 1990 se však ještě 47 % lidí dokázalo domluvit rétorománsky a v roce 2000 to bylo 45 %. Italsky mluvící menšina se postupně také zmenšuje a v současnosti činí jen okolo 10 %. Následující tabulka ukazuje vývoj v posledních desetiletích:
| Jazyky v Beveru |                   |                   |                   |                   |                   |                   |
| Jazyk           | Sčítání lidu 1980 | Sčítání lidu 1980 | Sčítání lidu 1990 | Sčítání lidu 1990 | Sčítání lidu 2000 | Sčítání lidu 2000 |
| Jazyk           | Počet             | Podíl             | Počet             | Podíl             | Počet             | Podíl             |
| Němčina         | 175               | 40,51 %           | 292               | 58,87 %           | 420               | 66,56 %           |
| Rétorománština  | 156               | 36,11 %           | 120               | 24,19 %           | 119               | 18,86 %           |
| Italština       | 87                | 20,14 %           | 73                | 14,72 %           | 74                | 11,73 %           |
| Počet obyvatel  | 432               | 100 %             | 496               | 100 %             | 631               | 100 %             |

## Doprava

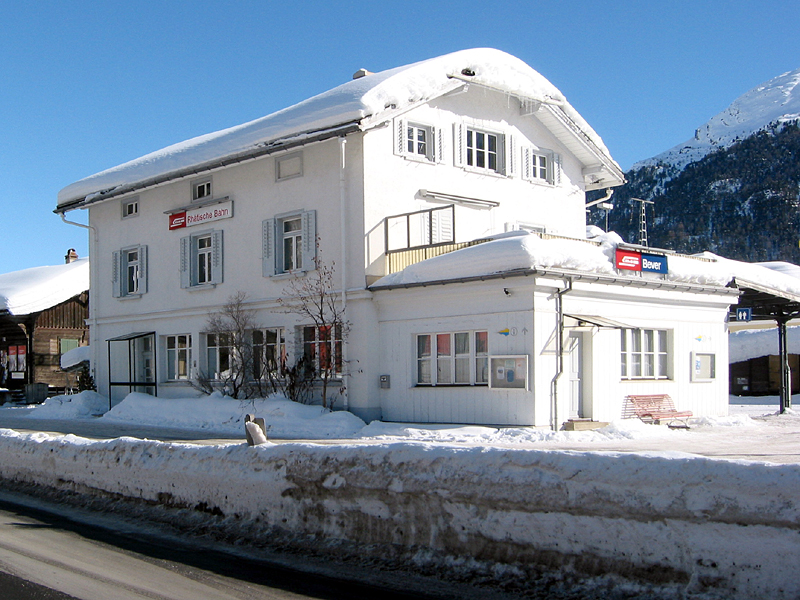
Železniční stanice Bever

Bever leží na proslulé Albulské dráze, spojující kantonální hlavní město Chur se Svatým Mořicem a otevřené roku 1903. Od roku 1913 zde také odbočuje tzv. Engadinská trať, vedoucí směrem do dolního Engadinu. Obě tratě provozuje Rhétská dráha.
Silniční spojení je zajištěno kantonální silnicí č. 27 (St. Moritz – Scuol).